# Mant'ashi Jrambar
Mant'ashi Jrambar är en reservoar i Armenien. Den ligger i den västra delen av landet, 50 kilometer nordväst om huvudstaden Jerevan. Mant'ashi Jrambar ligger 2 976 meter över havet.
Trakten runt Mant'ashi Jrambar består i huvudsak av gräsmarker. Runt Mant'ashi Jrambar är det ganska tätbefolkat, med 60 invånare per kvadratkilometer.